# Emmanuelle Loyer
 (juin 2025).
Si vous disposez d'ouvrages ou d'articles de référence ou si vous connaissez des sites web de qualité traitant du thème abordé ici, merci de compléter l'article en donnant les références utiles à sa vérifiabilité et en les liant à la section « Notes et références ».
Pour les articles homonymes, voir Loyer.
Emmanuelle Loyer, née le 22 avril 1968, est une historienne française, lauréate du prix Femina essai 2015 pour sa biographie de Claude Lévi-Strauss.

## Biographie
Ancienne élève de l'École normale supérieure de Fontenay-Saint-Cloud (L FC 1987) et de l'Institut d'études politiques de Paris (section Service Public, 1992), Emmanuelle Loyer est agrégée d'histoire (1990).  
Elle soutient une thèse intitulée L'aventure du Théâtre national populaire (1951-1972) : matériaux pour une histoire culturelle du théâtre en 1996, sous la direction de Jean-François Sirinelli, à l'université Lille-III. 
Elle est habilitée à diriger des recherches en 2004, avec un dossier intitulé Contributions à une histoire culturelle de la France au XXe siècle.  
Elle a publié plusieurs ouvrages avec Pascale Goetschel, historienne spécialiste du théâtre et du spectacle vivant en France au XXe siècle.  
Elle est actuellement professeure des universités à Sciences Po Paris, où elle a été, jusqu'en 2018, directrice des études doctorales en histoire.

## Publications
- Histoire culturelle et intellectuelle de la France au XXe siècle, avec Pascale Goetschel, Paris, Armand Colin, coll. « Cursus », 1994, 187 p.  (ISBN 2-200-21465-0)
- Le Théâtre citoyen de Jean Vilar. Une utopie d’après-guerre, Paris, Presses Universitaires de France, 1997, 253 p.  (ISBN 2-13-048295-3)
- Histoire culturelle de la France de la Belle époque à nos jours, avec Pascale Goetschel, Paris, Armand Colin, coll. « Cursus », 2005, 268 p.  (ISBN 2-200-26768-1), 5e édition en 2018.
- Paris à New York. Intellectuels et artistes français en exil, 1940-1947, Paris, Éditions Grasset et Fasquelle, 2005, 497 p.  (ISBN 2-246-68791-8)
- Histoire du Festival d’Avignon, avec Antoine de Baecque, Paris, Éditions Gallimard, 2007, 607 p.  (ISBN 978-2-07-078385-4), prix du meilleur livre sur le théâtre du Syndicat de la critique 2007/2008
- Mai 68 dans le texte, Paris, Éditions Complexe, coll. De source sûre, 2008, 343 p.  (ISBN 978-2-8048-0141-0)
- Claude Lévi-Strauss, Paris, Éditions Flammarion, coll. Grandes biographies,, 2015, 912 p. (ISBN 978-2-08-125752-8)[4], - prix Femina essai 2015
- Une brève histoire culturelle de l'Europe, Paris, Éditions Flammarion, coll. Champs histoire, 2017, 514 p.  (ISBN 978-2-0814-0947-7)
- L'évènement 68, Paris, Flammarion, 2018, 416 p.
- L'abécédaire de Claude Lévi-Strauss, textes choisis par Monique Lévi-Strauss et Emmanuelle Loyer, Paris, L'Observatoire, 2021, 224 p.
- L'impitoyable aujourd'hui, Paris, Flammarion, 2022, 362 p.

### Contribution à des ouvrages collectifs
- La politique culturelle sous Valéry Giscard d'Estaing (1974-1981), Cahiers français, La Documentation française, n° 260, mars-avril 1993, p. 34-42.
- En collaboration avec Pascale Goetschel, Une politique contractuelle pour les théâtres, Les affaires culturelles au temps de Jacques Duhamel, 1971-1973, Paris, Comité d'Histoire du ministère de la Culture / La Documentation française, 1995, p. 355-375.
- Les intellectuels et la télévision, dans La grande aventure du petit écran, Musée d'histoire contemporaine, BDIC, 1997, p. 280-282.
- Milieux intellectuels et culturels sous la IVe République, La IVe République, histoire, recherches et archives, Historiens et géographes, n°358, p. 191-208.
- Engagement et désengagement dans la France de l'après-guerre, journée B.P.I, 22 mars 1997, Les Écrivains face à l'histoire, BPI en actes, Centre Georges Pompidou, 1998, p. 75-94.
- Le théâtre populaire au regard de mai 1968 : la fin d'une utopie ?, Les années 68 : événements, cultures politiques et modes de vie, IHTP, Lettre d'information n°19, janvier 1997.
- Malraux et le cinéma : du désir d’épopée à l'"usine à rêves" in Les intellectuels français et le cinéma, n°70, Institut Jean Vigo, 1999, p. 43-51.
- Le Cinéma, in J.F Sirinelli et J.P Rioux (dir.), Dictionnaire critique de la France au XXe siècle, Paris, Hachette Littérature, 1999, p. 407-412.
- Anciens combattants, Années folles, Art Déco, Auberges de jeunesse, Centre Georges Pompidou, Ciné-club, Cinémathèque, Club Med, Combat, Commémoration, Compagnon de route, Culture de masse, éditions de Minuit Éducation populaire, Électroménager, Francophonie, Garçonne, Gaumont, Gide, Haute-couture, Industries culturelles, Maison de la Culture, Malraux, Mécénat, Paris-Soir, Pathé, Prix littéraires, Psychanalyse, Sixties, Saint-Germain des Prés, TNP, Tracteur, in J.F. Sirinelli (dir.), La France et les Français, Encyclopédie Bordas, 1999.
- En collaboration avec Alya Aglan, L’épuration : histoire d’un mot, in Marc-Olivier Baruch (dir.), Une poignée de misérables. L’épuration de la société française après la seconde guerre mondiale, Paris, Fayard, 2003, p. 19-34.
- Le théâtre et l’épuration, in Marc-Olivier Baruch (dir.), Une poignée de misérables. L’épuration de la société française après la seconde guerre mondiale, Paris, Fayard, 2003, p. 286-300.
- Benjamin Péret, le surréalisme et le Mexique, Coloquio Internacional, México Francia. Actores de una sensibilidad comùn, s XIX-XX, Puebla, Buenemerita Universidad Autonoma de Puebla, 2-4 avril 2003
- Quelques notes sur les ciné-clubs: entre sociabilités et cultures politiques, VI Encontros de cinema, Cineclubes, festivals e outras cinefilias, Coïmbra, 2005.
- L’exil intellectuel français des années noires : une prise de parole oubliée, in A.Betz, S. Martens (dir), Les intellectuels et l’Occupation, 1940-1944, Collaborer, partir, résister, Paris, Autrement, 2004, p. 170-199.
- Avec Ludovic Tournés, Les échanges culturels franco-américains au XXe siècle : Jalons pour une histoire des circulations transnationales, L’histoire culturelle du contemporain , éditions du Nouveau monde, 2005, p. 171-192.
- Sous les pavés, la Résistance. La Nouvelle résistance populaire, appropriation et usages de la référence résistante après Mai 1968, Communication dans les actes du colloque Pourquoi résister ? Résister pour quoi faire?, Centre d'histoire de Sciences Po, CNRS Éditions, 2004.
- L’art et la Guerre froide : une arme au service des Etats-Unis, dans Philippe Poirrier (dir.), Art et pouvoir, de 1848 à nos jours, CNDP, 2006.
- École libre des Hautes Études, « France Forever », « Pour la victoire », « Voix de l’Amérique », in François Marcot (dir.), Dictionnaire historique de la Résistance, Paris, Robert Laffont, « Bouquins », 2006.
- Saint-John Perse, Opinion publique américaine, Pour la Victoire', Vilar, in Claire Andrieu, Philippe Braud, Guillaume Piketty  (dir.), Dictionnaire de Gaulle, Paris, Robert Laffont, « Bouquins », 2006
- Transatlantic conversation : ‘Americanization’, Modernization and Cultural Transfers, in Helke Rausch (dir.), « Transatlantischer Kulturtransfer im Kalten Krieg. WestEuropa und die Vereinigten Staaten von Amerika in historischer Perspektive », Comparativ, 16/4, 2007
- Exile/political Migration, in Akira Iriye, Jean-Yves Saunier (eds), The Palgrave Dictionary of Transnational History, 2007
- Les Maisons de la culture, entre sanctuarisation culturelle et messianisme politique, et Odéon, Villeurbanne, Avignon : la contestation par le théâtre en mai, juin et juillet 1968 dans P.Artières et M.Zancarini-Fournel (dir.), 1968.Une histoire collective, Paris, La Découverte, 2008, p. 144-151 et p. 395-401.
- Exile/political Migration, in Akira Iriye, Jean-Yves Saunier (eds), The Palgrave Dictionary of Transnational History,Palgrave/MacMillan, "Transnational Series", 2009.Mai 68 dans le monde : internationales, transnationalisme et jeux d’échelle, in Patrick Drame et Jean Lamarre (dir), Des sociétés en crise : une perspective globale/ Societies in crisis : A global perspective, Québec, Presses de l’Université Laval, 2009, p. 7-17.
- Planète sans visa. Histoire d'un exil de guerre, in Tom Bishop and Coralie Girard (eds), Land of Refuge, Land of Exile : French Writers and Artists in the U.S. during the Occupation years, Center for French Civilization and Culture, NYU, The Florence Gould Lectures, vol XI, Winter 2009-2010, 2010, p. 12-26.
- The Seductions of Scholarship : American Cold War Culture and the French Reception Context, Symposium on Cold War and Cultural Propaganda, Madrid, Universidad Complutense, Facultad de Geografia e Historia, February, 11th and 12th, 2010,
- A la croisée des chemins transatlantiques : Breton, Lévi-Strauss, Césaire, Fort-de-France, avril 1941, in Jean-Charles Darmon et Françoise Waquet (dir.), L'amitié et les sciences, Paris, Hermann, 2010, p. 237-254.
- Exil, Mai 68, Transferts culturels in C.Delporte, J-Y. Mollier, J-F. Sirinelli (dir.), Dictionnaire culturel de la France contemporaine, Paris, PUF, 2010.
- Les nuits blanches de l'Odéon in Antoine de Baecque (dir.), Histoire de l'Odéon, Paris, Gallimard, 2010, p. 185-207.
- La fiction des sciences sociales. Sur quelques usages de la littérature chez Albert O. HIrschman, dans Between Worlds : The Life and Work of Albert O. Hirschman, Tocqueville Review/Revue Tocqueville, n°2-2010, vol. XXXI.
- Les acteurs des relations culturelles internationales. Les médiateurs intellectuels, in A. Dülphy, R.Franck, M-A. Matard-Bonucci et P.Ory (dir.), Les relations culturelles internationales au XXe siècle. De la diplomatie culturelle à l'acculturation, Bruxelles, Peter Lang, 2010, p. 395-406.
- Le Festival d'Avignon comme lieu de (ré)invention d'une politique démocratique, in A. Clavien, C. Hauser, F. Valloton (dir.), Théâtre et scènes politiques, Histoire du spectacle en Suisse et en France, Éditions Antipodes, 2014.
- Epuration : History of a Word in L.Israël, G.Mouralis (eds), Dealing with Wars and Dictatorships. Legal Concepts and Categories in Action, in Collaboration with V.Galimi and Benn E.Williams, Asser Press/ The Hague, Springer/Berlin, 2014, p. 23-38.
- 1961. Les Damnés de la terre pleurent Frantz Fanon, in P. Boucheron (dir.), Histoire mondiale de la France, Paris, Seuil, 2017, p. 678-682.
- Un Festival sous haute surveillance, in Philippe Artières et Emmanuelle Giry, 68. Les archives du pouvoir, Paris, L'Iconoclaste, 2018, p. 230-237.
- Mona Ozouf ou les âges de la vie, in A. de Baecque et P. Deville, Mona Ozouf. Portrait d'une historienne, Paris, Flammarion, 2019.